# Batymetri

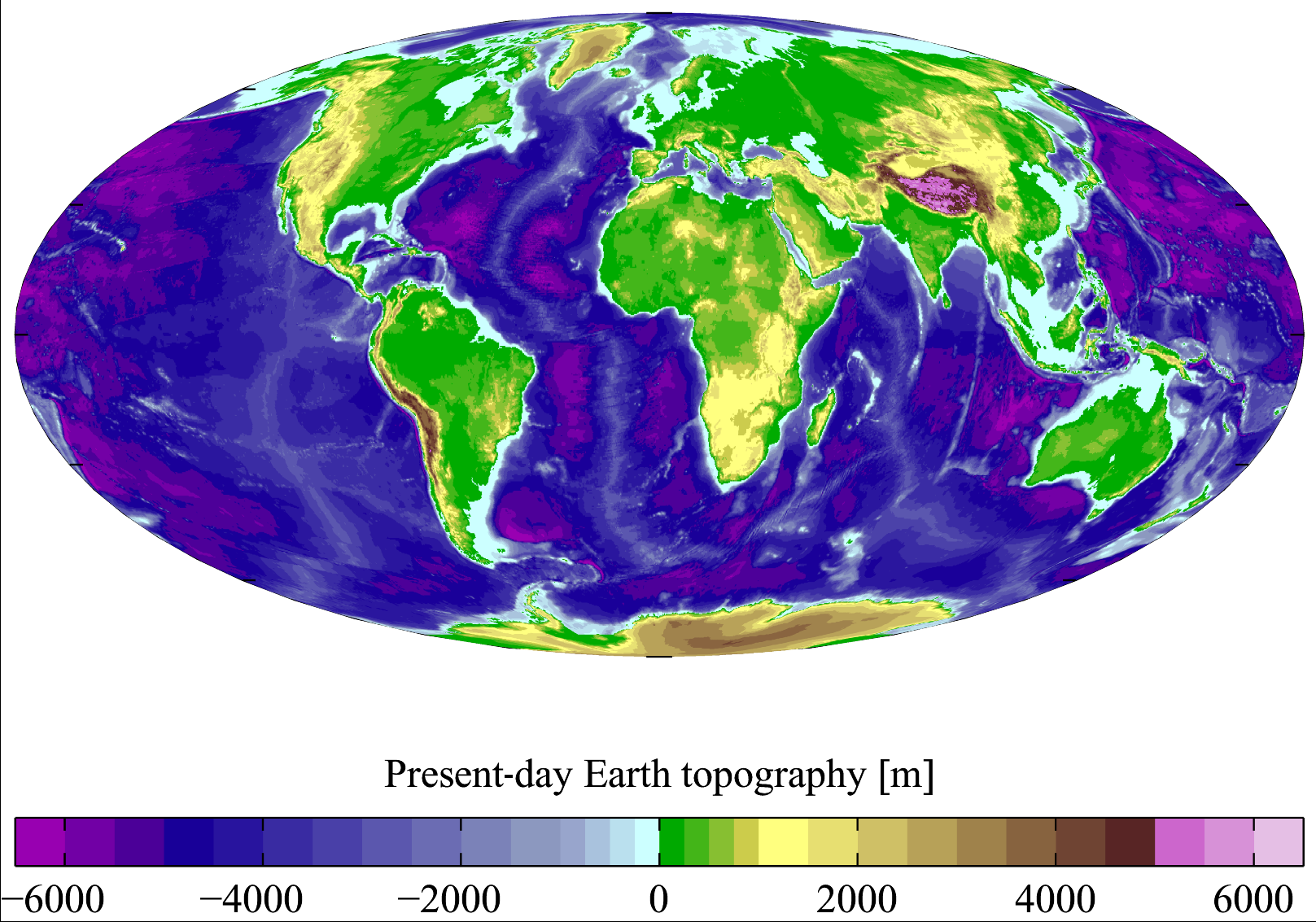
En bild av jorden som visar topografin på land och batymetrin i vatten.

Batymetri beskriver terrängens fysiska form under vatten och är motsvarigheten till topografi på land. I Sverige gör Statens geotekniska institut mätningar av topografi och batymetri.
Havsbottens batymetri tas fram genom lodning, numera främst genom användande av ekolod.